# 장미의 전쟁 (영화)
《장미의 전쟁》(영어: The War of the Roses)은 미국에서 제작된 대니 더비토 감독의 1989년 풍자 블랙 코미디 영화이다. 1981년에 발간된 워런 애들러의 동명 소설이 원작이이다. 마이클 더글러스, 캐슬린 터너 등이 출연하였고, 제임스 L. 브룩스 등이 제작에 참여하였다.
1990년 제40회 베를린 국제 영화제 황금곰상 경쟁작이었으며, 제47회 골든 글로브상에서 뮤지컬·코미디 부문 작품상, 남우 주연상, 여우 주연상 후보에 올랐다.

## 출연진
- 마이클 더글러스
- 캐슬린 터너
- 대니 더비토
- 마리아네 제게브레히트
- 숀 애스틴
- G. D. 스프래들린
- 피터 도냇
- 댄 캐스털러네타
- 피터 브로코
- 셜리 미첼
- 리사 하워드
- 로이 브록스미스
- 더니트라 밴스

## 기타 제작진
- 공동 제작: 마이클 리슨
- 배역: 데이비드 루빈
- 미술: 아이다 랜덤
- 의상: 글로리아 그레셤

## 우리말 녹음
KBS 성우진 (1994년 5월 7일)
- 양지운 - 올리버 로즈 (마이클 더글러스)
- 이선영 - 바버라 로즈 (캐슬린 터너)
- 조동희 - 개빈 (대니 더비토)
- 신세인
- 이강룡
- 유영환
- 신흥철
- 유제상
- 서혜정
- 성창수
- 김혜미
- 함수정
- 강수진